# Фінал кубка Англії з футболу 1890
Фінал кубка Англії з футболу 1890 — 19-й фінал найстарішого футбольного кубка у світі. Учасниками фіналу були «Блекберн Роверз» і «Венсдей». Володарем кубкового трофею став «Блекберн Роверз».

## Шлях до фіналу
| «Блекберн Роверз»         | «Блекберн Роверз» | «Блекберн Роверз»        | Раунд        | «Венсдей»          | «Венсдей» | «Венсдей»                                                             |
| ------------------------- | ----------------- | ------------------------ | ------------ | ------------------ | --------- | --------------------------------------------------------------------- |
| Суперник                  | Результат         | Матчі                    |              | Суперник           | Результат | Матчі                                                                 |
| «Сандерленд»              | 4—2               | 4—2 вдома                | Перший раунд | «Свіфтс»           | 6—1       | 6—1 вдома                                                             |
| «Грімсбі Таун»            | 3—0               | 3—0 вдома                | Другий раунд | «Аккрінгтон»       | 2—1       | 2—1 вдома                                                             |
| «Бутл»                    | 7—0               | 7—0 на виїзді            | Третій раунд | «Ноттс Каунті»     | 2—1       | 5—0 вдома (скасовано),2—3 вдома (скасовано), 2—1 вдома (перегравання) |
| «Вулвергемптон Вондерерз» | 1—0               | 1—0 на нейтральному полі | 1/2 фіналу   | «Болтон Вондерерз» | 2—1       | 2—1 на нейтральному полі                                              |

## Матч
| 29 березня 1890 |

| Блекберн Роверз                                               | 6:1      | Венсдей     |
| ------------------------------------------------------------- | -------- | ----------- |
| Таунлі 6', 38', 70' Волтон 26' Джек Саутворт 44' Лофтгауз 85' | Протокол | Мамфорд 53' |

| Кеннінгтон Овал, Лондон Глядачів: 20 000 Арбітр: Майор Френсіс Мариндін |

|  |  |

|    |  |                 |  |
|    |  |                 |  |
| В  |  | Джон Горн       |  |
| З  |  | Джеймс Саутворт |  |
| З  |  | Джон Форбс      |  |
| ПЗ |  | Джон Бартон     |  |
| ПЗ |  | Джорді Дьюар    |  |
| ПЗ |  | Джиммі Форрест  |  |
| Н  |  | Джо Лофтгауз    |  |
| Н  |  | Гаррі Кемпбелл  |  |
| Н  |  | Джек Саутворт   |  |
| Н  |  | Нет Волтон      |  |
| Н  |  | Вільям Таунлі   |  |

|    |  |                 |  |
|    |  |                 |  |
| В  |  | Джим Сміт       |  |
| З  |  | Гайдн Морлі (к) |  |
| З  |  | Тедді Брейшоу   |  |
| ПЗ |  | Джек Дангворт   |  |
| ПЗ |  | Біллі Беттс     |  |
| ПЗ |  | Джордж Волтер   |  |
| Н  |  | Біллі Інгрем    |  |
| Н  |  | Гаррі Вулгауз   |  |
| Н  |  | Міккі Беннетт   |  |
| Н  |  | Альберт Мамфорд |  |
| Н  |  | Том Коулі       |  |